# 10. armé (Tyskland)
Den 10. armé (tysk: 10. Armee) var en 2. verdenskrig felthær.
Den 10. armé var aktiv fra den 3. august 1939 med general Walter von Reichenau som leder. Armén var første gang i kamp under Felttoget i Polen i 1939 indtil den 10. oktober 1939. Den blev omdøbt til 6. armé.
En ny 10. armé blev aktiv i 1943 som en del af forsvaret af Italien, der første gang kom i kamp i slutningen af 1943 og starten af 1944 ved Gustav-linjen og i Slaget om San Pietro og Slaget om Monte Cassino, før den overgav sig nær Alperne.

## Kommandøer
- General Walter von Reichenau (6. august 1939 – 10. oktober 1939)
- General Heinrich von Vietinghoff gennant Scheel (15. august 1943 – 14. februar 1945)
- General Traugott Herr (15. februar 1945 – 2. maj 1945)

| Militær | Spire Denne artikel om militær er en spire som bør udbygges. Du er velkommen til at hjælpe Wikipedia ved at udvide den. |